# Walk On (album)
Pour les articles homonymes, voir Walk On.
Albums de Boston
Third Stage
(1986) Corporate America
(2002)
Walk On est le 4e album studio du groupe Boston sorti en 1994.

## Liste des titres
| No  | Titre                           | Auteur                               | Durée |
| --- | ------------------------------- | ------------------------------------ | ----- |
| 1.  | I Need Your Love                | Tom Scholz, Fred Sampson             | 5:33  |
| 2.  | Surrender to Me                 | Scholz, David Sikes, Bobby Laquidara | 5:34  |
| 3.  | Livin' for You                  | Scholz                               | 4:58  |
| 4.  | Walkin' at Night                | Scholz                               | 2:02  |
| 5.  | Walk On                         | Scholz, Brad Delp, Sikes             | 2:58  |
| 6.  | Get Organ-ized/Get Reorgan-ized | Scholz                               | 4:28  |
| 7.  | Walk On (Some More)             | Scholz, Delp, Sikes                  | 2:55  |
| 8.  | What's Your Name                | Scholz                               | 4:28  |
| 9.  | Magdalene                       | Scholz, Sikes, Galen "Rusty" Foulke  | 5:58  |
| 10. | We Can Make It                  | Scholz, Sikes, Bob Cedro             | 5:30  |